# Fernand Bouisson
Fernand Bouisson (ur. 16 czerwca 1874 w Konstantynie, zm. 28 grudnia 1959 w Antibes) – francuski polityk czasów III Republiki, premier Francji.
Fernand urodził się w 1874 roku w Konstantynie we francuskiej Algierii. W młodości grał w rugby. W 1900 roku rozpoczął grę w sekcji rugby zespołu Olympique Marsylia. W 1906 Fernand rozpoczął karierę polityczną obejmując stanowisko mera Aubagne.
W 1909 roku został wybrany do Zgromadzenia Narodowego jako socjalista niezrzeszony z ramienia partii SFIO oraz socjalistów republikańskich. W parlamencie reprezentował departament Delta Rodanu.
W latach 1927–1936 pełnił stanowisko przewodniczącego Zgromadzenia Narodowego. 1 czerwca 1935 roku na tydzień objął funkcję premiera Francji. 7 czerwca na tym stanowisku zastąpił go Pierre Laval.
Bouisson wycofał się z polityki po tym, jak rząd Vichy w 1940 roku rozwiązał Zgromadzenie Narodowe.
Fernand Bouisson zmarł w 1959 roku w Antibes w wieku 85 lat.